# Arvo Viitanen
Arvo Albert Viitanen (ur. 12 kwietnia 1924 w Uurainen, zm. 29 kwietnia 1999 w Myllykoski) – fiński biegacz narciarski, srebrny medalista olimpijski oraz pięciokrotny medalista mistrzostw świata.

## Kariera
Igrzyska olimpijskie w Cortinie d’Ampezzo w 1956 roku były pierwszymi i zarazem ostatnimi w jego karierze. Wspólnie z Jormą Kortelainenem, Augustem Kiuru i Veikko Hakulinenem wywalczył srebrny medal w sztafecie 4 × 10 km. W swoim jedynym indywidualnym starcie, w biegu na 15 km techniką klasyczną zajął dziewiąte miejsce.
W 1954 roku wystartował na mistrzostwach świata w Falun. Finowie w składzie: August Kiuru, Tapio Mäkelä, Arvo Viitanen i Veikko Hakulinen zdobyli złoty medal w sztafecie. Ponadto Viitanen zdobył srebrny medal w biegu na 15 km, ulegając jedynie Hakulinenowi, oraz wywalczył brązowy medal na dystansie 50 km, plasując się za zwycięzcą Władimirem Kuzinem ze Związku Radzieckiego oraz drugim na mecie Hakulinenem. Cztery lata później, podczas mistrzostw świata w Lahti ponownie wywalczył brązowy medal w biegu na 50 km stylem klasycznym. Tym razem lepsi okazali się tylko Sixten Jernberg ze Szwecji oraz ponownie drugi na mecie Veikko Hakulinen. Na tych samych mistrzostwach razem z Kalevim Hämäläinenem, Arto Tiainenem i Veikko Hakulinenem zdobył kolejny brązowy medal, tym razem w sztafecie. Był także czwarty w biegu na 30 km, walkę o brązowy medal przegrał z Sixtenem Jernbergiem. Na kolejnych mistrzostwach świata już nie startował.
W 1952 roku wygrał bieg na 18 km podczas zawodów Salpausselän Kisat. Wyczyn ten powtórzył także w 1953 i 1954 roku tając się pierwszym narciarzem, który wygrał na tym dystansie trzy lata z rzędu. W 1955 roku na tych samych zawodach wygrał bieg na dystansie 50 km. W tym samym roku na próbie przedolimpijskiej w Cortinie d’Ampezzo zwyciężył na dystansie 15 km, a w biegu na 30 km zajął czwarte miejsce. W 1956 roku Viitanen wygrał bieg na 50 km podczas Holmenkollen ski festival.
Ponadto Viitanen czterokrotnie zdobywał tytuł mistrza Finlandii: w biegu na 15 km i 50 km w 1955 roku, w biegu na 30 km 1959 roku oraz w sztafecie w 1954 roku.

## Osiągnięcia

### Igrzyska olimpijskie
| Miejsce | Dzień       | Rok  | Miejscowość       | Konkurencja             | Czas biegu | Strata    | Zwycięzca        |
| ------- | ----------- | ---- | ----------------- | ----------------------- | ---------- | --------- | ---------------- |
| 9.      | 30 stycznia | 1956 | Cortina d’Ampezzo | 15 km stylem klasycznym | 49:39 min  | +1:31 min | Hallgeir Brenden |
| 2.      | 4 lutego    | 1956 | Cortina d’Ampezzo | Sztafeta 4 × 10 km      | 2:15:30 h  | +1:01 min | ZSRR             |

### Mistrzostwa świata
| Miejsce | Dzień     | Rok  | Miejscowość | Konkurencja             | Czas biegu  | Strata      | Zwycięzca         |
| ------- | --------- | ---- | ----------- | ----------------------- | ----------- | ----------- | ----------------- |
| 8.      | 14 lutego | 1954 | Falun       | 30 km stylem klasycznym | 1:50:25 h   | +2:32 min   | Władimir Kuzin    |
| 2.      | 17 lutego | 1954 | Falun       | 15 km stylem klasycznym | 55:26 min   | +11 s       | Veikko Hakulinen  |
| 1.      | 20 lutego | 1954 | Falun       | Sztafeta 4 × 10 km      | 2:16:47 h   | -           | -                 |
| 3.      | 21 lutego | 1954 | Falun       | 50 km stylem klasycznym | 1:50:25 h   | +3:42 min   | Władimir Kuzin    |
| 4.      | 2 marca   | 1958 | Lahti       | 30 km stylem klasycznym | 1:40:03.0 h | +1:25.1 min | Kalevi Hämäläinen |
| 7.      | 4 marca   | 1958 | Lahti       | 15 km stylem klasycznym | 48:58.3 min | +55.5 s     | Veikko Hakulinen  |
| 3.      | 6 marca   | 1958 | Lahti       | Sztafeta 4 × 10 km      | 2:18:15.0 h | +1:08.2 min | Szwecja           |
| 3.      | 8 marca   | 1958 | Lahti       | 50 km stylem klasycznym | 2:56:21.9 h | +2:27.6 min | Sixten Jernberg   |